# Hyppa
Hyppa là một chi bướm đêm thuộc họ Noctuidae.

## Các loài
- Hyppa brunneicrista Smith, 1902
- Hyppa contrasta McDunnough, 1946
- Hyppa indistincta Smith, 1894
- Hyppa potamus J.T. Troubridge & Lafontaine, 2004
- Hyppa rectilinea Esper, 1788
- Hyppa xylinoides Guenée in Boisduval & Guenée, 1852 (đồng nghĩa: Hyppa ancocisconensis Morrison, 1875)